# 慈道法親王
慈道法親王（1282年—1341年4月27日），是日本鎌倉時代後期及南北朝時代初期的法親王，生父母是龜山天皇及平時仲之女帥典侍，後宇多天皇的異母兄弟，院號是青龍院和十樂院。
永仁三年（1295年）進入青蓮院，同年接受親王宣下。後來擔任法住寺座主和青蓮院門跡，至正和三年（1314年）起三度成為天台座主，期間負責管理四天王寺的事務。
慈道法親王精通和歌，《新後撰和歌集》中的勅撰和歌集有其作品。另他也有《慈道親王集》傳世。
| 宗教頭銜          | 宗教頭銜 | 宗教頭銜          |
| ----------------- | --- | ----------------- |
| 前任： 慈深       | 青蓮院門跡 第32世 | 繼任： 行圓法親王 |
| 前任： 公什       | 天台座主 第105世 1314年9月11日－1316年7月19日 第111世 1324年6月3日－1325年6月19日 第115世 1327年5月20日－1329年1月6日 | 繼任： 仁澄法親王 |
| 前任： 澄助       | 天台座主 第105世 1314年9月11日－1316年7月19日 第111世 1324年6月3日－1325年6月19日 第115世 1327年5月20日－1329年1月6日 | 繼任： 性守       |
| 前任： 承鎮法親王 | 天台座主 第105世 1314年9月11日－1316年7月19日 第111世 1324年6月3日－1325年6月19日 第115世 1327年5月20日－1329年1月6日 | 繼任： 尊雲法親王 |